# 難波祐之
難波 祐之（なんば すけのぶ、1887年（明治20年）ごろ - 1941年（昭和16年）7月26日）は、日本海軍の軍人。駆逐隊・砲艦隊司令を歴任。重巡衣笠第十六代艦長。海軍大佐。戦病死（支那事変）、54歳。

## 略歴
岡山県出身。静岡中学校を経て、1911年（明治44年）7月、海軍兵学校（39期）卒業。1912年12月、海軍少尉任官。1914年（大正3年）12月、海軍中尉、1918年（大正7年）12月、海軍大尉・初霜乗員。1919年（大正8年）12月、利根分隊長。1924年（大正13年）12月、海軍少佐・兵学校教官兼幹事。1926年（大正15年）11月、第10号駆逐艦(1928年8月1日、朝顔と改名)艦長。1928年（昭和3年）12月、太刀風艦長。1930年（昭和5年）11月、磯波艦長。同年12月、海軍中佐。1932年（昭和7年）12月、朝霧艦長、1933年（昭和8年）11月、佐世保鎮守府予備駆逐隊（第22駆逐隊）司令、1934年（昭和9年）11月、第12駆逐隊司令。1936年（昭和11年）12月、海軍大佐。1938年（昭和13年）12月、軽巡洋艦神通艦長、1939年（昭和14年）11月、重巡洋艦衣笠艦長。1940年（昭和15年）9月、第13砲艦隊司令（同年11月まで）。1941年（昭和16年）7月26日、戦病死。
海軍兵学校（39期）同期に伊藤整一。